# Кошкино (Вистинское сельское поселение)
Кошкино (ижор. Koskina) — деревня в Вистинском сельском поселении Кингисеппского района Ленинградской области.

## История
Упоминается как деревня Koschin Konetz by в Каргальском погосте (западной половине) в шведских «Писцовых книгах Ижорской земли» 1618—1623 годов.
На карте Ингерманландии А. И. Бергенгейма, составленной по шведским материалам 1676 года, она обозначена как деревня Koskina.
На шведской «Генеральной карте провинции Ингерманландии» 1704 года — также Koskina.
Деревня Коскина упомянута на «Географическом чертеже Ижорской земли» Адриана Шонбека 1705 года.
Деревня являлась вотчиной императора Александра I, из которой в 1806—1807 годах были выставлены ратники Императорского батальона милиции.
На карте Санкт-Петербургской губернии Ф. Ф. Шуберта 1834 года она обозначена как деревня Кошкина.

КОШКИНО — деревня принадлежит ведомству Ораниенбаумского дворцового правления, число жителей по ревизии: 46 м. п., 47 ж. п. (1838 год)

В пояснительном тексте к этнографической карте Санкт-Петербургской губернии П. И. Кёппена 1849 года она записана как деревня Koskina (Кошкино) и указано количество её жителей на 1848 год: ижоры — 42 м. п., 38 ж. п., всего 80 человек, которые относились к православному Сойкинскому Николаевскому приходу.
Согласно карте профессора С. С. Куторги 1852 года деревня называлась Кошкина.

КОШКИНО — деревня Ораниенбаумского дворцового правления, 10 вёрст по почтовой, а остальное по просёлкам, число дворов — 13, число душ — 41 м. п. (1856 год)

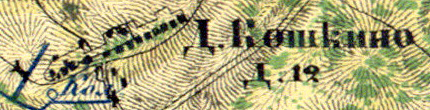
Деревня Кошкино на карте 1860 года

Согласно «Топографической карте частей Санкт-Петербургской и Выборгской губерний» в 1860 году деревня Кошкино состояла из 12 крестьянских дворов.

КОШКИНО — деревня Дворцового ведомства при Финском заливе и колодцах, число дворов — 12, число жителей: 43 м. п., 55 ж. п. (1862 год)

В 1866 году временнообязанные крестьяне деревни выкупили свои земельные наделы у Д. М. Резвого и стали собственниками земли.
В конце XIX — начале XX века деревня административно относилась к Лужицкой волости 2-го стана Ямбургского уезда Санкт-Петербургской губернии. Население деревни было исключительно ижорским.
В 1917 году деревня Кошкино входила в состав Лужицкой волости Ямбургского уезда.
С 1917 по 1924 год деревня Кошкино входила в состав Кошкинского сельсовета Сойкинской волости Кингисеппского уезда.
С 1924 года в составе Мишинского сельсовета.
Согласно данным переписи населения СССР 1926 года в деревне Кошкино проживали 126 человек, все ижоры.
С 1927 года в составе Котельского района.
В 1928 году население деревни Кошкино также составляло 126 человек.

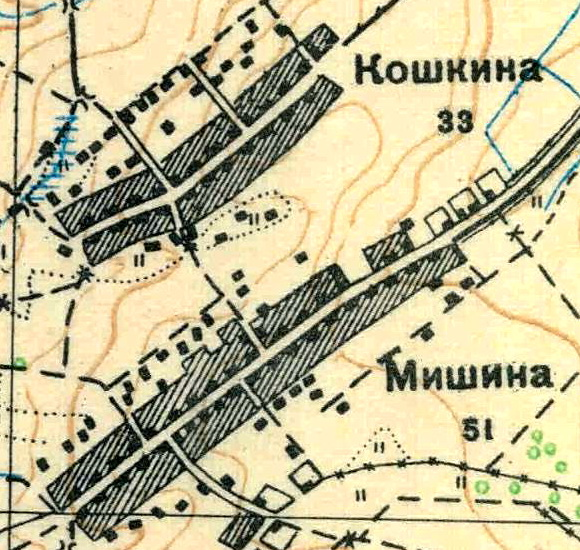
План деревни Кошкино. 1930 год

Согласно топографической карте 1930 года деревня называлась Кошкина и насчитывала 33 двора.
С 1931 года в составе Кингисеппского района.
По данным 1933 года деревня Кошкино входила в состав Сойкинского сельсовета Кингисеппского района.
C 1 августа 1941 года по 31 января 1944 года деревня находилась в оккупации.
В 1958 году население деревни Кошкино составляло 55 человек.
По данным 1966, 1973 и 1990 годов деревня Кошкино также входила в состав Сойкинского сельсовета Кингисеппского района.
В 1997 году в деревне Кошкино проживали 9 человек, в 2002 году — 5 человек (все русские), деревня входила в состав Сойкинской волости с административным центром в деревне Вистино, в 2007 году — 3 человека.

## География
Деревня расположена в северной части района близ автодороги А180 (E 20) (Санкт-Петербург — Ивангород — граница с Эстонией) «Нарва».
Расстояние до административного центра поселения — 7 км.
Расстояние до ближайшей железнодорожной платформы Косколово — 10,5 км.
Деревня находится на Сойкинском полуострове.

## Демография
| 1862 | 2007 | 2010 | 2017 |
| ---- | ---- | ---- | ---- |
| 98   | ↘3   | ↗6   | ↘3   |

### Национальный состав
Согласно данным Всероссийской переписи населения 2021 года в деревне проживали 3 человека, все русские.

## Достопримечательности
- Курганный могильник[32].